# Мартин Гор
Мартин Ли Гор (енгл. Martin Lee Gore; Базилдон, 23. јул 1961) је члан групе Дипеш мод од 1980. године. Када је Винс Кларк напустио бенд 1981. године после првог албума, Гор постаје главни аутор песама за Дипеш мод. Тренутно он углавном свира гитару и пева позадинске вокале, мада повремено свира и клавијатуре. Гор је главни вокал у неколико песама бенда.

## Каријера
Мартин се први пут заинтересовао за музику са 14 година, али његова каријера креће спрам музике када 1980. године у једном клубу среће Ендија Флечера који већ са Винсом Кларком има бенд. Убрзо срећу и Дејва Гана кога су чули како пева Боувијеве „Heroes“.
Винс Кларк је био аутор материјала за први албум, Гор је написао само две песме, "Tora! Tora! Tora!" и инструментал "Big Muff". Такође, у песми "Any Second Now" пева вокале што је једини случај до сада да пева песму која није његова. Када је Винс Кларк најавио одлазак из бенда, Гор преузима улогу писања музике и текстова.
Већ је на другом албуму лирика и музика потпуно променила смер у односу на Винсову претежно лагану оријентацију. Примећује се присуство тежих и мрачнијих тонова у обради тема свакодневног живота уз примесе цинизма што је привукло значајну пажњу и обезбедило популарност.
Мартин од тада пева пар песама на сваком албуму, сем на A Broken Frame. Обожаваоци бенда цене ове песме мада критичари упорно тврде да би Мартин требало да препусти Дејву певање свих песама. Ово се поготово односи на два последња албума.
Током концертног извођења Мартин обично отпева две песме на средини концерта и прву песму на бис. На концертима је посебно атрактивно његово свирање на гитари. Веома је популарна сцена извођења соло деонице на гитари са концерта One Night in Paris, издатом на ДВД са турнеје Exciter Tour, током извођења песме "Enjoy the Silence".
Сем рада за групу Мартин се опробао и у соло раду. Снимио је 1989. године Counterfeit EP ("Плагијат") а 2003. године Counterfeit² ("Плагијат²") на којима се налазе обрађене туђе песме. На другом албуму је између осталог обрадио песме Ника Кејва, Џона Ленона и Дејвида Боувија. Мартин на ове албуме није стављао своје песме јер је говорио да их чува за Дипеш Мод.

## Соло дискографија
- Counterfeit e.p. (EP) (Mute Stumm67, 1989)
- Counterfeit² (Mute, 2003)

### Синглови
| Година | Наслов         | Најбоља позиција | Најбоља позиција | Албум        |
| Година | Наслов         | US               | UK               | Албум        |
| 1989   | "Compulsion"   | #18              | -                | Counterfeit  |
| 2003   | "Stardust"     | -                | -                | Counterfeit² |
| 2003   | "Loverman EP²" | -                | -                | Counterfeit² |

## Песме Дипеш мода у којима Мартин Гор пева водећи вокал
Водећи вокал Дипеш Мод је Дејвид Ган, међутим понекад Мартин преузима ту улогу. Овде су наведене песме у којима је то случај, по хронолошком реду.
- Speak & Spell
  - "Any Second Now (voices)"
- Construction Time Again
  - "Pipeline"
- Some Great Reward
  - "It Doesn't Matter"
  - "Somebody"
- Black Celebration
  - "Black Day"
  - "A Question of Lust"
  - "Sometimes"
  - "It Doesn't Matter Two"
  - "World Full of Nothing"
- Music for the Masses
  - "The Things You Said"
  - "I Want You Now"
  - "Route 66" (обрада песме Нет Кинг Кола) Б-страна сингла "Behind the Wheel"
- Violator
  - "Enjoy the Silence" (Harmonium верзија) [сингл "Enjoy the Silence"]
  - "Sweetest Perfection"
  - "Blue Dress"
- Songs of Faith and Devotion
  - "Death's Door" [музика из филма До краја света]
  - "Judas"
  - "One Caress"
- Ultra
  - "Home"
  - "The Bottom Line"
- Exciter
  - "Comatose"
  - "Breathe"
- Playing the Angel
  - "Macro"
  - "Damaged People"

### Дует
Постоје песме у којима Мартин и Дејв певају заједно или приближно једнако време. Овде су наведене песме према редоследу објављивања и албум на којем су објављене.
Наслов дует је услован и означава да су гласови Мартина и Дејва присутни у песми, без обзира да ли је у песми званично наведен „дует“.
- Shouldn't Have Done That [A Broken Frame]
- People Are People [Some Great Reward]
- Here is the House [Black Celebration]
- Behind the Wheel [Music for the Masses]
- Pleasure, Little Treasure [Music for the Masses]
- Waiting for the Night [Violator]
- Insight [Ultra]
- The Sinner In Me [Playing the Angel]
- Nothing's Impossible [Playing the Angel]
- Newborn [Б-страна сингла "A Pain That I'm Used To"]

### Уживо
Неке песме Мартин пева уживо на турнејама мада је на студијском албуму Дејв главни вокал. Овде су укључене и песме са његових соло концерата 2003. године.
- Little 15 (World Violation Tour)
- Here is the House (World Violation турнеја)
- Condemnation (Exotic турнеја, Exciter турнеја, Соло турнеја)
- Waiting for the Night (Exotic турнеја)
- Sister of Night (KROQ Acoustic Christmas '98, Exciter турнеја)
- Surrender (Exciter турнеја, Соло турнеја)
- Dressed in Black (Exciter турнеја)
- Only When I Lose Myself (Соло турнеја)
- In Your Room (Соло турнеја)
- Walking in My Shoes (Соло турнеја)
- The Love Thieves (Соло турнеја)
- Enjoy the Silence (Соло турнеја)
- Shake the Disease (Соло турнеја, турнеја Touring the Angel)
- Leave in Silence (турнеја Touring The Angel)